# Голінько Марина Іванівна
Марина Іванівна Голінько — українська військовичка. Майор медичної служби Збройних Сил України, учасниця російсько-української війни, що відзначилася під час російського вторгнення в Україну 2022 року.

## Життєпис
Марина Голінько народилася 1994 року на Черкащині. Ще з дитинства мріяла стати педіатром. Після закінчення загальноосвітньої школи вступила до Дніпропетровської медичної академії за цією спеціальністю, але під час війни на сході України перейшла на інший напрямок, обрала військову медицину. 
Інтернатуру проходила у військовому госпіталі а Києві, на роботу її направили на Одещину, де посіла посаду начальниці військової служби військової частини в Одесі. У жовтні 2021 року поїхала у відрядження до Маріуполя. Там її прикомандирували до іншої військової частини 36-тої окремої бригади морської піхоти. 
З початком повномасштабного російського вторгнення в Україну перебувала на передовій — обороні Маріуполя. Потім разом з співслуживцями евакуювалася до «Азовсталі», де перебували 47 днів. 12 квітня Марина Голінько з десятками інших бійців вийшли з металургійного комбінату імені Ілліча та опинилася в полоні, де пробула 189 днів. Військову лікарку разом зі іншими 108 українськими жінками обміняли 17 жовтня 2022 року. Довгий час проходила курс реабілітації.

## Нагороди
- Орден «За мужність» II ступеня (2022) — за особисту мужність і самовіддані дії, виявлені у захисті державного суверенітету та територіальної цілісності України, вірність військовій присязі[6].
- Орден «За мужність» III ступеня (2022) — за особисту мужність, виявлену у захисті державного суверенітету та територіальної цілісності України, незламність духу і вірність військовій присязі.